# Новосергиевский район
Новосе́ргиевский райо́н — административно-территориальная единица (район) и муниципальное образование (муниципальный район) в Оренбургской области России.
Административный центр — посёлок Новосергиевка.

## География
Новосергиевский район расположен в центральной части Оренбургской области, занимая отрезки долин рек Киндельки, Самары и её правых притоков — Кувай, Большой и Малый Уран, Тока.
Граничит: с Александровским, Переволоцким, Илекским, Ташлинским, Сорочинским и Красногвардейским районами области. Площадь территории — 4532 км².

## История
Район образован в 1934 году. 3 апреля 1959 года к нему был присоединён Покровский район. Северо-восточная часть района входила в состав Ток-Суранского кантона (Ток-Чуранского) Автономной Башкирской Республики с ноября 1917 по октябрь 1924 года.

## Население
| 2002    | 2003    | 2004    | 2009    | 2010    | 2012    | 2013    | 2014    | 2015    |
| ------- | ------- | ------- | ------- | ------- | ------- | ------- | ------- | ------- |
| 37 837  | ↘37 800 | ↘37 700 | ↘36 823 | ↘36 322 | ↘35 956 | ↘35 857 | ↘35 553 | ↘35 435 |
| 2016    | 2017    | 2018    | 2019    | 2020    | 2021    |         |         |         |
| ↘35 169 | ↘34 930 | ↘34 533 | ↘34 144 | ↘33 671 | ↘30 118 |         |         |         |

### Национальный состав
Согласно переписи 2020 года, преобладающая национальность русские — 82,6 %, башкиры — 5,9 %, татары — 4,7 %, казахи — 2,3 %, мордва — 1,6 %.
По переписи населения 2010 года русские — 77,3 %, башкиры — 6,8 %, татары — 5,7 %.
В районе расположены башкирские населённые пункты Мрясово, Кутуш, Караяр, Старогумирово, Ахмерово, Новоахмерово, Нижний Кунакбай и татарский Новокинделька. Татар также много в селах Старобелогорка, Мустаево и Новосергиевка. Башкир много в русских поселениях Ясногорский, Судьбодаровка и Новосергиевка.

## Территориальное устройство
Новосергиевский район как административно-территориальная единица области включает 18 сельсоветов и 1 поссовет. В рамках организации местного самоуправления, Новосергиевский муниципальный район включает соответственно 19 муниципальных образований со статусом сельских поселений (сельсоветов/поссоветов):
| №  | Муниципальное образование  | Административный центр | Количество населённых пунктов | Население (чел.) | Площадь (км²) |
| -- | -------------------------- | ---------------------- | ----------------------------- | ---------------- | ------------- |
| 1  | Барабановский сельсовет    | село Барабановка       | 4                             | ↘785             | 200,72        |
| 2  | Берестовский сельсовет     | село Берестовка        | 3                             | ↘428             | 184,24        |
| 3  | Герасимовский сельсовет    | село Герасимовка       | 2                             | ↘770             | 129,81        |
| 4  | Краснополянский сельсовет  | посёлок Красная Поляна | 3                             | ↘476             | 140,36        |
| 5  | Кувайский сельсовет        | село Кувай             | 3                             | ↘937             | 282,75        |
| 6  | Кулагинский сельсовет      | село Кулагино          | 3                             | ↘1134            | 347,91        |
| 7  | Кутушевский сельсовет      | село Кутуш             | 3                             | ↘468             | 60,55         |
| 8  | Лапазский сельсовет        | село Лапаз             | 4                             | ↘972             | 264,00        |
| 9  | Мустаевский сельсовет      | село Мустаево          | 3                             | ↘1190            | 248,28        |
| 10 | Нестеровский сельсовет     | село Нестеровка        | 5                             | ↘663             | 287,34        |
| 11 | Новосергиевский поссовет   | посёлок Новосергиевка  | 6                             | ↘14 190          | 277,53        |
| 12 | Платовский сельсовет       | село Платовка          | 5                             | ↘1381            | 259,39        |
| 13 | Покровский сельсовет       | село Покровка          | 4                             | ↘3300            | 288,52        |
| 14 | Рыбкинский сельсовет       | село Рыбкино           | 2                             | ↘812             | 214,69        |
| 15 | Среднеуранский сельсовет   | посёлок Среднеуранский | 3                             | ↘992             | 233,28        |
| 16 | Старобелогорский сельсовет | село Старобелогорка    | 1                             | ↘697             | 176,50        |
| 17 | Судьбодаровский сельсовет  | село Судьбодаровка     | 6                             | ↘1126            | 332,78        |
| 18 | Хуторской сельсовет        | село Хуторка           | 4                             | ↘1535            | 260,34        |
| 19 | Ясногорский сельсовет      | посёлок Ясногорский    | 5                             | ↘1201            | 342,62        |

### Населённые пункты
В Новосергиевском районе 69 населённых пунктов.
| №  | Населённый пункт    | Тип     | Население | Муниципальное образование  |
| -- | ------------------- | ------- | --------- | -------------------------- |
| 1  | 9 км                | разъезд | 32        | Барабановский сельсовет    |
| 2  | Александровка       | село    | 90        | Платовский сельсовет       |
| 3  | Ахмерово            | село    | 162       | Судьбодаровский сельсовет  |
| 4  | Балейка             | село    | 121       | Среднеуранский сельсовет   |
| 5  | Барабановка         | село    | 718       | Барабановский сельсовет    |
| 6  | Барышников          | хутор   | 49        | Герасимовский сельсовет    |
| 7  | Берестовка          | село    | 210       | Берестовский сельсовет     |
| 8  | Боголюбовка         | село    | 7         | Нестеровский сельсовет     |
| 9  | Варшавка            | село    | 155       | Лапазский сельсовет        |
| 10 | Васильевка          | село    | 156       | Хуторской сельсовет        |
| 11 | Верхняя Платовка    | село    | 230       | Платовский сельсовет       |
| 12 | Волостновка         | село    | 34        | Рыбкинский сельсовет       |
| 13 | Герасимовка         | село    | 857       | Герасимовский сельсовет    |
| 14 | Горный              | посёлок | 246       | Кувайский сельсовет        |
| 15 | Губовский           | посёлок | 224       | Среднеуранский сельсовет   |
| 16 | Дедово              | село    | 149       | Кулагинский сельсовет      |
| 17 | Дубовая Роща        | село    | 14        | Платовский сельсовет       |
| 18 | Землянка            | село    | 559       | Новосергиевский поссовет   |
| 19 | Измайловка          | село    | 148       | Мустаевский сельсовет      |
| 20 | Казарма 1404 км     | хутор   | 9         | Новосергиевский поссовет   |
| 21 | Камышка             | село    | 175       | Судьбодаровский сельсовет  |
| 22 | Караяр              | село    | 93        | Кутушевский сельсовет      |
| 23 | Киндельский         | посёлок | 43        | Кулагинский сельсовет      |
| 24 | Ключ                | посёлок | 35        | Новосергиевский поссовет   |
| 25 | Ключёвка            | село    | 255       | Нестеровский сельсовет     |
| 26 | Кодяковка           | село    | 45        | Нестеровский сельсовет     |
| 27 | Козловка            | село    | 322       | Покровский сельсовет       |
| 28 | Красная Поляна      | посёлок | 503       | Краснополянский сельсовет  |
| 29 | Красноглинный       | посёлок | 43        | Ясногорский сельсовет      |
| 30 | Кувай               | село    | 606       | Кувайский сельсовет        |
| 31 | Кулагино            | село    | 1142      | Кулагинский сельсовет      |
| 32 | Кутуш               | село    | 314       | Кутушевский сельсовет      |
| 33 | Лапаз               | село    | 503       | Лапазский сельсовет        |
| 34 | Лебяжка             | село    | 77        | Новосергиевский поссовет   |
| 35 | Малахово            | посёлок | 175       | Хуторской сельсовет        |
| 36 | Миролюбовка         | село    | 0         | Барабановский сельсовет    |
| 37 | Мрясово             | село    | 299       | Кувайский сельсовет        |
| 38 | Мустаево            | село    | ↘984      | Мустаевский сельсовет      |
| 39 | Нагорный            | посёлок | 5         | Ясногорский сельсовет      |
| 40 | Нестеровка          | село    | 584       | Нестеровский сельсовет     |
| 41 | Нижний Кунакбай     | посёлок | 54        | Судьбодаровский сельсовет  |
| 42 | Новоахмерово        | село    | 116       | Судьбодаровский сельсовет  |
| 43 | Новокинделька       | село    | 318       | Лапазский сельсовет        |
| 44 | Новородниковка      | село    | 130       | Лапазский сельсовет        |
| 45 | Новосергиевка       | посёлок | ↘13 438   | Новосергиевский поссовет   |
| 46 | Отрожный            | посёлок | 46        | Ясногорский сельсовет      |
| 47 | Платовка            | село    | 695       | Платовский сельсовет       |
| 48 | Платовка            | станция | 500       | Платовский сельсовет       |
| 49 | Платовский Элеватор | село    | 144       | Покровский сельсовет       |
| 50 | Плодородный         | посёлок | 93        | Берестовский сельсовет     |
| 51 | Покровка            | село    | ↘2986     | Покровский сельсовет       |
| 52 | Привольный          | посёлок | 186       | Ясногорский сельсовет      |
| 53 | Приуранка           | село    | 102       | Судьбодаровский сельсовет  |
| 54 | Ржавка              | село    | 246       | Мустаевский сельсовет      |
| 55 | Родниковое Озеро    | посёлок | 163       | Барабановский сельсовет    |
| 56 | Роптанка            | село    | 0         | Нестеровский сельсовет     |
| 57 | Ростошь             | посёлок | 74        | Краснополянский сельсовет  |
| 58 | Рыбкино             | село    | 907       | Рыбкинский сельсовет       |
| 59 | Среднеуранский      | посёлок | 815       | Среднеуранский сельсовет   |
| 60 | Старобелогорка      | село    | ↘697      | Старобелогорский сельсовет |
| 61 | Старогумирово       | село    | 137       | Кутушевский сельсовет      |
| 62 | Степной Маяк        | посёлок | 14        | Краснополянский сельсовет  |
| 63 | Судьбодаровка       | село    | 727       | Судьбодаровский сельсовет  |
| 64 | Сузаново            | село    | 735       | Хуторской сельсовет        |
| 65 | Хлебовка            | посёлок | 244       | Берестовский сельсовет     |
| 66 | Хуторка             | село    | 571       | Хуторской сельсовет        |
| 67 | Черепаново          | село    | 89        | Новосергиевский поссовет   |
| 68 | Ягодный             | посёлок | 92        | Покровский сельсовет       |
| 69 | Ясногорский         | посёлок | 1147      | Ясногорский сельсовет      |

Упразднённые населённые пункты
23 января 1998 года были упразднены разъезд 10 км, посёлки Байск, Второе Красное и хутор Иваново-Тимофеевский.
22 августа 2001 года был упразднён разъезд 11 км.

## Экономика
Основу сельского хозяйства составляют зерновое производство и животноводство. На территории района работают 15 крупных, 16 малых сельхозпредприятий, зарегистрировано 303 КФХ, насчитывается более 13,5 тыс. личных подсобных хозяйств. Посевная площадь района — 173,9 тысяч гектаров.

## Транспорт
С запада на восток район пересекает железнодорожная магистраль «Москва—Самара—Оренбург—Ташкент», а также автомагистраль федерального значения «Самара—Оренбург».

## Люди, связанные с районом
- Андрей Леонидович Красов (род. 1967, село Землянка) — Герой Российской Федерации
- Сагит Губайдуллович Мрясов (башк. Мерәҫов Сәғит Ғөбәйҙулла улы, 1880—1932) — выдающийся деятель Башкирского национального движения, член Башкирского Правительства, общественный и государственный деятель, краевед.
- Пётр Васильевич Полувешкин (1900 — после 1985) — советский военачальник, полковник. Родился в селе Александровка.
- Александр Харлампиевич Заверюха (30 апреля 1940 — 21 марта 2015) — российский государственный деятель политик, Доктор сельскохозяйственных наук, председатель «Партии возрождения села». Родился в совхозе имени Электрозавода.